# Priya Blackburn
Priya Blackburn (* 21. Oktober 1997 in London, England) ist eine britische Schauspielerin.

## Leben
Blackburn studierte am King’s College London die Fächer klassische Altertumswissenschaft und Komparatistik, das sie 2018 mit dem Bachelor of Arts verließ. Parallel zu ihrem Studium begann sie mit ersten Filmbesetzungen. 2017 hatte sie eine Rolle in dem Kurzfilm Pulling. Internationale Bekanntheit erlangte sie 2018 durch ihre Rolle als Schwester von Freddie Mercury in der Queen-Filmbiografie Bohemian Rhapsody. Seit 2020 ist sie in der Fernsehserie Rache ist süß zu sehen. Im selben Jahr folgte außerdem eine Episodenrolle in der Fernsehserie I Hate Suzie.

## Filmografie
- 2017: Pulling (Kurzfilm)
- 2018: Bohemian Rhapsody
- 2020: Rache ist süß (Get Even, Fernsehserie, 8 Episoden)
- 2020: I Hate Suzie (Fernsehserie, Episode 1x08)
- 2020: Doctors (Fernsehserie, 2 Episoden)
- 2022: No_Filter (#No_Filter)
- 2023: Stop Dead (Kurzfilm)
- 2024: Die Before You Die